# 쇼킨부쿠왕
쇼킨부쿠왕(일본어: 尚金福王 상김복왕[*]; 1398년 ~ 1453년 음력 4월 18일)은 류큐왕국 제1쇼씨 왕조의 제5대 국왕(재위 기간: 1450년 ~ 1453년)이자, 제4대 류큐 국왕이다. 신호(神號)는 키미시(君志)이다.

## 가족
- 아버지: 쇼하시왕
- 어머니: 미상
- 왕비: 미상
- 아들: 시로(志魯)